# Samuel Clegg

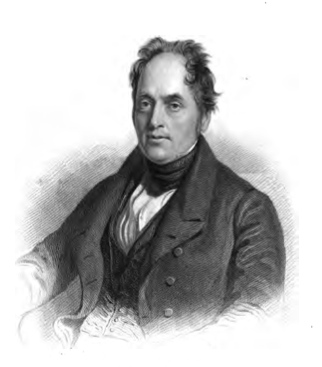
Stich von Samuel Clegg 1835 im Mechanics’ Magazine

Samuel Clegg (* 2. März 1781 in Manchester; † 8. Januar 1861 in Haverstock Hill, Middlesex) war ein britischer Chemiker und Ingenieur.
Clegg erhielt eine wissenschaftliche Ausbildung bei einem Dr. Dalton und war Lehrling bei Boulton & Watt in deren Soho Manufactory in Birmingham. Dabei lernte er auch von den Erfindungen von William Murdoch zur Beleuchtung mit Stadtgas. Für Henry Lodge richtete er daraufhin die Beleuchtung von dessen Baumwollspinnereien in Sowerby Bridge ein und erfand die Reinigung des Stadtgases durch Waschen mit Kalkmilch. In London hatte er 1813 mit der Beleuchtung des Hauses des Verlegers Rudolph Ackermann Erfolg und wurde von der Chartered Gas Company eingestellt. 1815 und 1818 patentierte er von ihm erfundene Gaszähler und er verbesserte die Gasbeleuchtungsindustrie durch weitere Erfindungen und beriet bei der Errichtung neuer Gaswerke. Er hatte Pech mit einem Engagement in einem Ingenieurbüro in Liverpool, wo er sein Vermögen verlor, und ging nach Portugal, wo er als Ingenieur für die Regierung arbeitete, unter anderem im Wiederaufbau der Münzanstalt. Zurück in England war er in die Versuche der Samuda Brothers für Atmosphärische Eisenbahn involviert. Der Misserfolg war ein schwerer Schlag für Clegg. Danach arbeitete er für die Regierung bei der Überprüfung von Gasrechnungen und schrieb an einem Handbuch über Stadtgas, das sein Sohn 1850 herausbrachte.
1829 wurde er Mitglied der Institution of Civil Engineers.